# Struthanthus retusus
Struthanthus retusus là một loài thực vật có hoa trong họ Loranthaceae. Loài này được Blume ex Roem. & Schult. miêu tả khoa học đầu tiên năm 1830.